# Африканський фемінізм
Африканський фемінізм — створена африканками течія фемінізму, що торкається умов і потреб життя жінок в Африці. Включає такі підвиди, як вуманізм, матерізм, нього-фемінізм, стіунізм і фемінізм, заснований на звичках тварин. Африканський фемінізм пов'язують з чорним фемінізмом або рухом за рівноправність африканських жінок, а також іншими феміністськими рухами в світі, в тому числі рухами на національному рівні, наприклад фемінізмом у Швеції.
Сучасні прояви фемтеорії африканського фемінізму багато в чому зобов'язані суворим умовам життя, в яких проживає більшість африканських жінок. У той час як існують феміністки, які оцінюють і захищають аспекти африканських культур, інша частина критикує його жорстокі патріархальні підвалини .
До африканських феміністок відносять таких діячок, як Лейма Гбові, Джойс Банда, Чімаманда Нґозі Адічі, які стоять на чолі рухів, що вимагають зміни ставлення до чорношкірих жінок. Прикладами активних жіночих груп є «Спілка матерів», «Католицькі жіночі клуби Уганди», «Федерація нігерійських жіночих об'єднань», «Національна рада жінок Кенії» і «Асоціація жіночих клубів в Зімбабве» , а також різні феміністські організації, такі як «Африканський феміністський форум» і «Африканський інститут з гендерних питань». 

## Історія

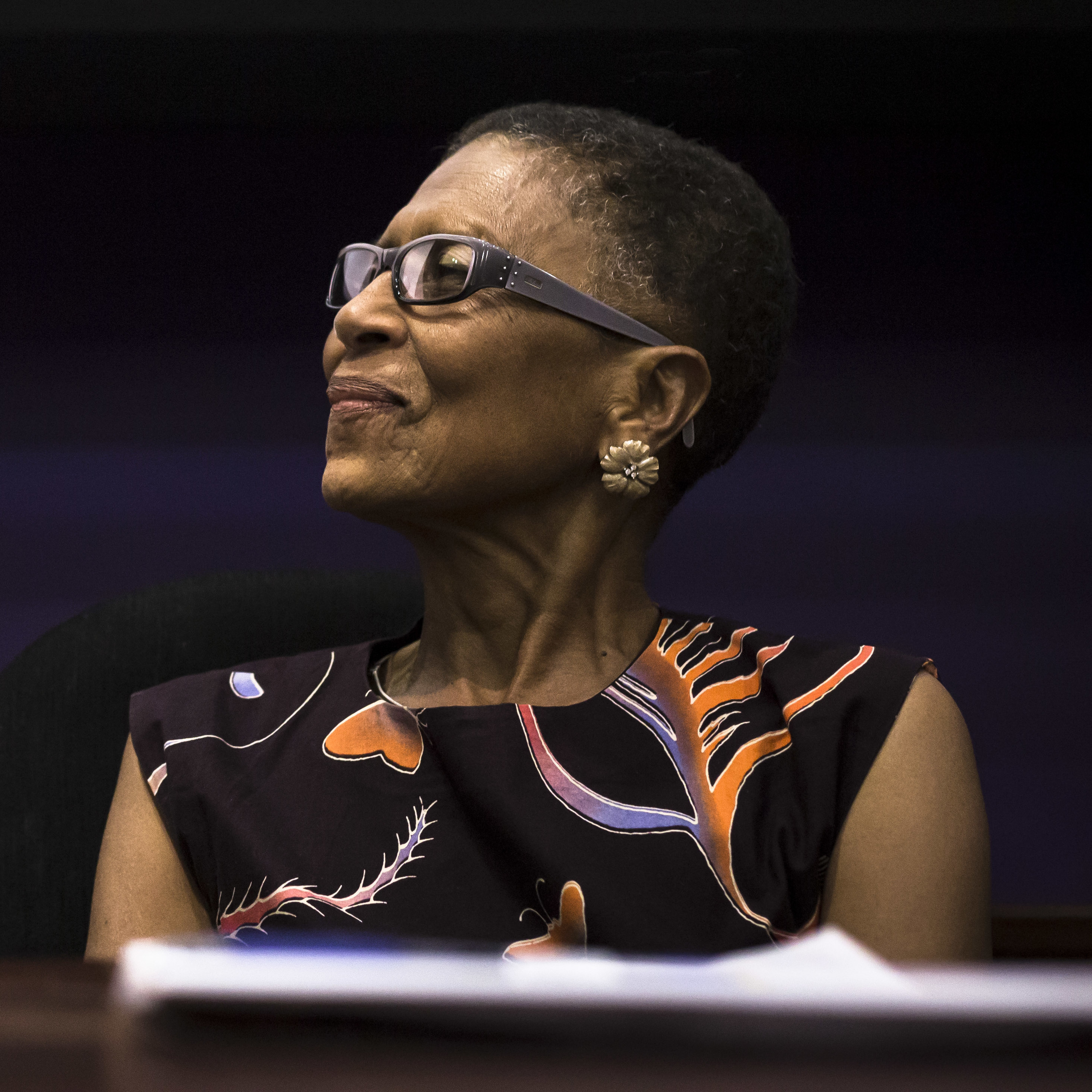
Патрісія Макфадден, головуючи на панелі «Історії втілених заплутань» 5 вересня 2019 року, Університет Вітватерсранда, фотодокументація конференції African Feminisms (Afems).

Основна стаття: Постколоніальний фемінізм
Термін фемінізм прийшов у Африку з Англії. У давні часи на території континенту існували жінки, які боролися з патріархатом, хоча і не називали це фемінізмом. Різноманіття культур і динаміка регіону співіснували і взаємодіяли протягом століть і породили складні і суперечливі гендерні культури.
Як окрема спільнота африканський фемінізм розпочався на початку ХХ століття. Його очолювали Аделаїда Кейслі-Хейфорд (активістка з прав жінок в Сьєрра-Леоне), Шарлотта Максеке (в 1918 році заснувала «Жіночу лігу Банту» в Південній Африці) і Худа Шарааві, яка в 1923 році заснувала «Єгипетський феміністський союз». Африканський фемінізм як рух обумовлений також боротьбою за звільнення в Алжирі, Мозамбіку, Гвінеї, Анголі і Кенії, де солдатки билися разом з колегами-чоловіками за державну автономію. Дослідниці фемінізму виділяють в окрему групу таких активісток, як повстанки Мау-Мау, Вамбуі Отіено, бійчинь свободи Ліліан Нгойі, Альбертіну Сісулу, Маргарет Екпо і Фунмілайо Анікулапо-Кути серед багатьох інших, які боролися проти колоніалізму.
Фелан Кути була основною учасницею Жіночого союзу Абеокута, утвореного, щоб витіснити репресивного правителя в 1948 році [прояснити]. Задокументовано приклади політичних жіночих рухів в Єгипті, Нігерії, Гані, Кенії, Уганді, Алжиру, Мозамбіку і руху проти апартеїду в Південній Африці.
В цілому феміністки після здобуття незалежності в Африці робили акцент на створенні правових і політичних реформ. Їх дії призвели до правових і політичних реформ в африканських країнах, але відсутність будь-яких зусиль по здійсненню і підтримці цих реформ не влаштовувала феміністок. Це призвело до розриву між зобов'язаннями з гендерної політики та їх реалізацією на практиці, в результаті чого більшість жінок були маргіналізовані і їм довелося підкоритися уряду.

## Утиск африканської жінки в родині
Сучасний африканський фемінізм можна зустріти в парламенті Єгипту, де пропонують внести зміни до сімейного законодавства, що спростять процедуру розлучення для жінок.
Станом на 2017 рік єгипетський чоловік міг отримати розлучення практично без проблем, в той час як жінці, яка подає на розлучення, потрібно доводити факти поганого поводження з боку чоловіка. Крім того, нерівноправність зберігалася і в шлюбі - дружина не мала права виїхати за кордон без згоди чоловіка. Палкі суперечки точилися з приводу права жінки подати на розлучення через психологічну несумісність з чоловіком. В цьому випадку жінка повинна була повернути викуп, який наречений сплатив батькам нареченої. Однак, незважаючи на схвалення законопроєкту вищою релігійною владою Єгипту, парламентські дебати відразу отримали яскраву релігійно-політичного забарвлення. Противники закону вважали реформу сімейного законодавства «антиісламською» акцією, яка руйнує вікові сімейні підвалини. Поряд з релігійними аспектами закону дебатується актуальна не тільки для мусульманського світу суто феміністська тематика.
Показово, що ідеї емансипації жінок популярні в мусульманській Африці в цілому. Наприклад, Марокко відноситься до тих арабських країн, де жінкам дозволено брати участь у виборах і бути обраними, а в Гвінейській Республіці, де реформа сімейного права була проведена в 60-ті роки в епоху правління Ахмеда Секу Туре, складовою частиною системи місцевого самоврядування стали жіночі збори. На зборах кожна дружина може викривати чоловіка в гріхах, таких як зрада чи фізичне насильство. Крім громадського осуду, чоловіку загрожує штраф на користь родичів дружини і / або місцевої громади, розміри якого визначає жіноча рада. Для чоловіка ж боротися з жінрадою через суд малоперспективно і соромно.
У сусідньому Сенегалі, незважаючи на вищий рівень соціально-економічного розвитку, жінка при розлученні має набагато менше майнових прав: про «штрафні» грошові санкції до чоловіка не йдеться, за традицією жінці дозволяється забрати тільки те, що вона може забрати з собою (або на собі — прикраси, одяг).

## Необхідність африканського фемінізму
Деякі дослідниці вважають, що африканський фемінізм став необхідним через відсутність в теорії західного фемінізму досвіду африканських жінок. Феміністські рухи Заходу не враховують конкретні проблем, з якими чорні жінки стикаються через расизм і сексизм. Теорія африканського фемінізму прагне створити нову, ліберальну, продуктивну і самостійну африканську жінку в гетерогенних культурах Африки, зачіпаючи при цьому жінок з різних верств суспільства.
У той же час в Африці існують фахівці, які критикують будь-яку ідею теорії «африканського фемінізму». Відмінності в регіональному, етнічному, політичному і релігійному відношенні впливають на те, як жінки сприймають такі поняття, як «фемінізм» і «свобода». Незважаючи на те, що африканські жінки, наприклад, з Єгипту, Кенії, Південної Африки та Сенегалу матимуть деякі загальні риси, у них все-таки будуть спостерігатися розходження в світогляді і в ставленні до боротьби проти гендерної нерівності.

## Варіанти африканського фемінізму
Теорія африканського фемінізму розглядає проблеми, з якими зустрічаються жінки всіх культур на африканському континенті. Важливість, яку багато жінок надають общині і сім'ї, призводить до бажання об'єднатися з чоловіками для розробки спільного підходу до вирішення гендерних питань. Таким чином, щоб викорінити дискримінацію жінок, стало необхідно працювати спільно з чоловіками.
Перераховані нижче види фемінізму мають декілька спільних рис. По-перше, всі вони критикують термін «фемінізм», який створений на заході, оскільки він не розглядає досвіду африканської жінки. По-друге, оскільки дані теорії залежать від місцевих звичаїв, вони використовують історичний досвід і культурні особливості для того, щоб створити необхідні інструменти для навіювання жінкам своїх ідей і інформування чоловіків про їх ролі в родині. По-третє, вони мають на увазі «співпрацю жінки і чоловіка, їх спільний внесок (навіть не в рівній мірі) в поліпшення матеріальних умов життя жінок».

### Вуманізм (Womanism)
Еліс Вокер, афроамериканська письменниця і громадська діячка, вважає, що у білих жінок немає необхідності визначати свій фемінізм як «білий», оскільки він завжди виходив з білої культури, і ввела в протиставлення йому термін Вуманізм (від англ. Woman - жінка). Цим терміном вона задала афроцентричний фемінізм як процес «зростання свідомості», спрямованого на наділення внутрішньою силою (empowering) як жінок, так і чоловіків, щоб знищити різні ієрархії і системи гноблення, наявні в суспільстві.
У статті «Західноафриканські фемінізм і їх проблеми» Наомі Нкеала згадує вуманізм як термін, який не є частиною африканського фемінізму, оскільки він відноситься до африканських жінок, які живуть в діаспорі.

### Стіунізм (Stiwanism)
Теорія, заснована Омоларою Огундіпі-Леслі, більше орієнтується на структури, які пригнічують жінок, і те, як жінки реагують на ці інституалізовані органи. Огундіпі-Леслі стверджує, що боротьба африканських жінок є результатом колоніальної і неоколоніальної організації, яка часто ставить африканських чоловіків на вершину соціальної стратифікації.

### Нього-Фемінізм (Nego-Feminism)
Африканська феміністка, письменниця Обіома Ннаемека в статті «Нього-фемінізм» обговорює і дає визначення терміну: «Нього-фемінізм - це узагальнення, практика і інструмент впливу африканського шляху». Вона пише, що нього-фемінізм — це культура переговорів, а також теорія, яка виступає за фемінізм «без егоїзму» і модулюється за допомогою зростаючих місцевих і глобальних потреб. Передбачається, що прихильниці нього-фемінізму знають, як використовувати культуру переговорів, щоб змінити систему патріархату для користі жінок.

### Материзм (Motherism)
У своїй книзі «Матерізм: афроцентрична альтернатива фемінізму» Кетрін Обіануджу Ачолону пише, що перевагою африканського фемінізму є материзм, який складається з материнських обов'язків і виховання дітей. Ачолону вважаєматеризм багатогранною теорією, яка включає в себе «динаміку впорядкування і створення різних структур у співпраці з матір'ю-природою на всіх рівнях людської діяльності». На її думку у материзму немає статевих бар'єрів, бо в його основі лежать партнерство, співробітництво, толерантність, любов і розуміння. Для того, щоб материзм працював, повинна існувати взаємодоповнюваність чоловіків і жінок, яка забезпечує цілісність людського існування в збалансованій екосистемі.
Наомі Нкеала вважає основною метою материзму єдину задачу жінок у сільських районах — виховати нове покоління.

### Фемінізм, заснований на звичках тварин
Теорія, запропонована Акачі Адімора-Езеігбо, заснована на звичках равликів (Snail-sense Feminism). Вона пропонує нігерійської жінці в «дуже скрутному патріархальному [нігерійському] суспільстві» працювати повільно, як равлик. Також Езеігбо пропонує жінкам «вивчити стратегії виживання, щоб долати перешкоди, що стоять перед ними, і жити гарним життям».

## Афрофемінізм в масовій культурі
Рух африканського фемінізму набув ширшого масштабу в 1975-1985 роках, коли ООН оголосила про програму «знаменного десятиліття для жінок». Після цього феміністичний рух поширився в африканській політиці, законодавстві, освіті, а також в культурній сфері. Очільниці руху заявляли пріоритетними вирішення таких задач, як пошук коштів для існування, скорочення бідності, запобігання насильству проти жінок, можливість жінок здійснювати свої репродуктивні права, використовуючи поп-культуру, мистецтво і ЗМІ.
У 2017 році в місті Дурбан (ПАР) пройшов конкурс «Місіс Всесвіт 2017» (Mrs Universe 2017). Програма включала участь у фестивалі «Жінка проти насильства», згідно з яким 84 учасниці з різних країн повинні були презентувати свій погляд на тему «Жінка і домашнє насильство», а також 30 серпня 2017 року взяти участь в акції, ключовою фразою якої стала «Знай, що я тут, почуй мій плач» (Know my presence, hear my cry), а також хештег #OneVoice. В Дурбані було проведено глобальний протест проти жорстокого поводження з дітьми та насильства за ознакою статі. Організатори заходу Mrs Universe 2017 на своєму сайті розмістили дані, що конкурс буде і надалі підтримувати глобальний рух «Ні насильству по відношенню до жінок і дітей».